# SEAT Arona
A SEAT Arona a SEAT spanyol márka kisméretű crossovere. A 2018 márciusában bemutatott Škoda Vision X átvett néhány vonást tőle. A márka modelljei között ezt a típust a León felé pozicionálják. A Volkswagen-csoport első mini szabadidő-autója, igaz, röviddel az Arona után a csoport többi márkája is előállt a maga hasonló típusaival.

## Bemutató
2015 és az Arona megjelenése között négyszeresre nőtt a SUVok, CUVok, és egyéb városi terepjárók iránti kereslet. Az Arona a SEAT harmadik újdonsága volt 2017-ben a frissített León és az Ibiza ötödik generációja után. A szabadidő-autók növekvő népszerűsége miatt a SEAT 2016-tól három új magas autót vezet be, elsőként a méretben középső Ateca jelent meg 2016-ban, ezt követte az Arona, a tervezett legnagyobb SUV esetében pedig 2018-ban még a névadás is várat magára.
A bemutató előtt Ramón Paredes, a márka alelnöke, találkozott a tenerifei Arona polgármesterével. Az Ibiza alapjaira épülő crossovert június 26-án mutatták be először Barcelonában 250 nemzetközi újságíró jelenlétével. Nyilvános premierjét 2017 szeptemberében (13-ától) tartották a Frankfurti Autókiállításon.

## Megjelenés és műszaki adatok
Az Arona eltérő színű tetővel is kapható, a brit piacon ez, valamint a metálfényezés minden modellhez alapjáraton jár. Annak ellenére, hogy az Ibizára épül, hosszabb nála, valamint magasabb, mint a León. Tengelytávja mindössze néhány milliméterrel hosszabb az Ibizáénál. A csomagtér 400, a hátsó ülések nélkül 823 literes.

## Felszereltségek
Az Aronának nincs hagyományos értelemben vett alapfelszereltsége, a modellpaletta legalsó fokozata, az SE már viszonylag sok lehetőséggel rendelkezik (5 colos érintőképernyő, 17 colos kerekek), és éppen ezért nem is olyan kiemelkedően olcsó, mint más hasonló autók alapfelszereltségei. Ezt követi az SE Technology, amelynek érintőképernyője nagyobb, mint az SE-é, valamint tartalmazza az Android Auto és Apple CarPlay alkalmazásokat. Létezik továbbá két sportosabb (18 colos kerekek), valamint két minőségibb modell.

## Motorok
Az Arona megjelenésekor csak két motorral volt kapható, egy 999 köbcentiméter hengerűrtartalmú, 115 lóerős turbófeltöltős benzines és dízeles változatával. Mindkettő megtalálható az Ibizában is. A választék 2018-ra két új benzin- és egy új dízelmotorral bővült. Egyik motor sem rendelhető összkerékhajtással.
| Név           | Hengerűrtartalom | Hengerek száma | Teljesítmény (lóerő) | Nyomaték (Nm) | Gyorsulás 0-100 km/h, s | Végsebesség (km/h) | CO2-kibocsátás (g/km) |               |
| Benzinmotorok | Benzinmotorok    | Benzinmotorok  | Benzinmotorok        | Benzinmotorok | Benzinmotorok           | Benzinmotorok      | Benzinmotorok         | Benzinmotorok |
| ------------- | ---------------- | -------------- | -------------------- | ------------- | ----------------------- | ------------------ | --------------------- | ------------- |
| 1.0 95 LE     | 999              | 3              | 95                   | 175           | 11,2                    | 172                | 111                   |               |
| 1.0 115 LE    | 999              | 3              | 115                  | 200           | 9,0                     | 182                | 113                   |               |
| 1.5           | N/A              | 4              | 148                  | N/A           | N/A                     | N/A                | 118                   |               |
| Dízelmotorok  |                  |                |                      |               |                         |                    |                       |               |
| 1.6 95 LE     | 1598             | 4              | 94                   | 250           | 11,9                    | 172                | 105                   |               |
| 1.6 115 LE    | 1598             | 4              | 115                  | N/A           | N/A                     | N/A                | 105                   |               |